# 金崎バイパス
金崎バイパス（かなさきバイパス）は、栃木県鹿沼市亀和田町から栃木市西方町元にかけての国道293号のバイパスである。
この区間の旧国道293号は人家が連なっており、 さらに大型車の交通量が多いにもかかわらず、車道幅員が狭く歩道も整備されていないという問題点を抱えていた。
渋滞ポイントであった東武日光線との踏切は金崎立体で跨ぐ新道へ切り替えられ、交通の円滑化に寄与した。しかし、その後は交通量がさらに増加し金崎バイパスでも交通量をカバーできなくなったため、起点寄りの一部区間が鹿沼南バイパスとして再整備されることとなった。
終点付近に東北自動車道の都賀西方パーキングエリアが立地しており、この地にスマートインターチェンジが設置されている。

## 路線データ
- 起点：栃木県鹿沼市亀和田町
- 終点：栃木県栃木市西方町元
- 全体延長：約3.7 km
- 幅員：12.2 m
- 事業費：約26億円

## 沿革
- 1981年（昭和56年）：事業開始。
- 1989年（平成元年）：金崎立体橋竣工[1]
- 1991年（平成3年）1月：小倉橋から西方中学校前までの区間が開通。
- 1994年（平成6年）3月：西方中学校前から越路坂トンネル開通。全線供用開始。

## 橋梁
- 金崎立体橋（東武日光線、栃木市）
  - 延長：201 m
  - 幅員：11 m（上下線それぞれ）

## 接続する主な路線
- 栃木県道3号宇都宮亀和田栃木線（小倉橋東 - 西方小学校前歩道橋・重複）
- 栃木県道131号金崎停車場線（小倉橋西）
- 栃木県道177号上久我栃木線（工業団地入口 - 西方中前・重複））